# Gaetano Casanova
Gaetano Giuseppe Giacomo Casanova (Parma, 2 aprile 1697 – Venezia, 18 dicembre 1733) è stato un attore teatrale e ballerino italiano, padre di Giacomo Casanova.

## Biografia
Gaetano Casanova nacque a Parma figlio di Giacomo Casanova (discendente d'una coppia di immigrati spagnoli originari dell'Aragona) e di Anna Roli. Il fratello maggiore Giambattista nel 1712 si allontanò da casa e di lui non si seppe più nulla. La sorella Anna, nata nel 1687, sposò Antonio Maria Caudagna e visse e morì a Parma. Anche Gaetano si allontanò da casa nel 1713, all'età di 16 anni,  innamorato delle grazie di un'attrice, Fragoletta, nome d'arte di Giovanna Benozzi, che in seguito sposò un famoso attore specializzato nella parte di Arlecchino, Francesco Balletti, citato da Carlo Goldoni nei suoi Mémoires.
Fragoletta sosteneva nel teatro comico italiano le parti di servetta, e Gaetano, nonostante non amasse i frequenti trasferimenti, per amor suo e senza mezzi per vivere, si diede da fare con quello che sapeva fare. All'inizio si applicò alla danza e dopo 5 anni anche alla recitazione, guadagnandosi la stima dei suoi colleghi più per i suoi costumi che per la sua arte.
Nel 1723, senza che se ne sappia il motivo, lasciò Fragoletta e se andò a Venezia a recitare nel Teatro San Samuele di proprietà dei fratelli Grimani. Davanti al luogo dove abitava, c'era una bottega del calzolaio Girolamo Farussi, sposato con Marzia e padre di una bellissima ragazza, Giannetta o Zanetta.
Nel 1724, nonostante il parere contrario dei genitori, Zanetta Farussi sposava Gaetano.
Si dice che il padre della sposa morisse di dispiacere poco tempo prima del matrimonio, mentre la madre si rassegnò a quella unione dopo che Gaetano gli ebbe promesso che non l'avrebbe mai fatta recitare.
Dalla loro unione il 2 aprile del 1725 nacque il primo e più famoso di sei figli, Giacomo Casanova. L'anno dopo Gaetano era già in viaggio con la moglie per Londra con una compagnia di comici italiani, che in quel periodo riscuotevano un grande successo in tutti i teatri d'Europa, avendo lasciato il figlio Giacomo alle cure della nonna Marzia.
La coppia ebbe altri figli: Francesco Casanova (1727-1803), che divenne pittore di successo, Giovanni Battista (1730-1795), anch'egli pittore, Faustina Maddalena (1731), morta infante, Maria Maddalena (1732-1800) e Gaetano Alvise (1734).
Nel 1733 Gaetano Casanova ebbe un ascesso all'interno dell'orecchio e in otto giorni morì. Il figlio Giacomo scrisse che egli fu rimpianto dal pubblico, ma soprattutto dalla nobiltà che riconosceva in lui un uomo superiore al suo stato. Due giorni prima di morire volle accanto a sé tutta la famiglia e i signori Grimani, suoi amici, e li impegnò a diventare protettori della moglie e dei figli. Se fu rimpianto da tutti quelli che lo conoscevano, dobbiamo dubitare che fu un buon genitore. Di lui e della moglie Giacomo Casanova disse: «non mi parlavano mai».